# Pericyklická reakce

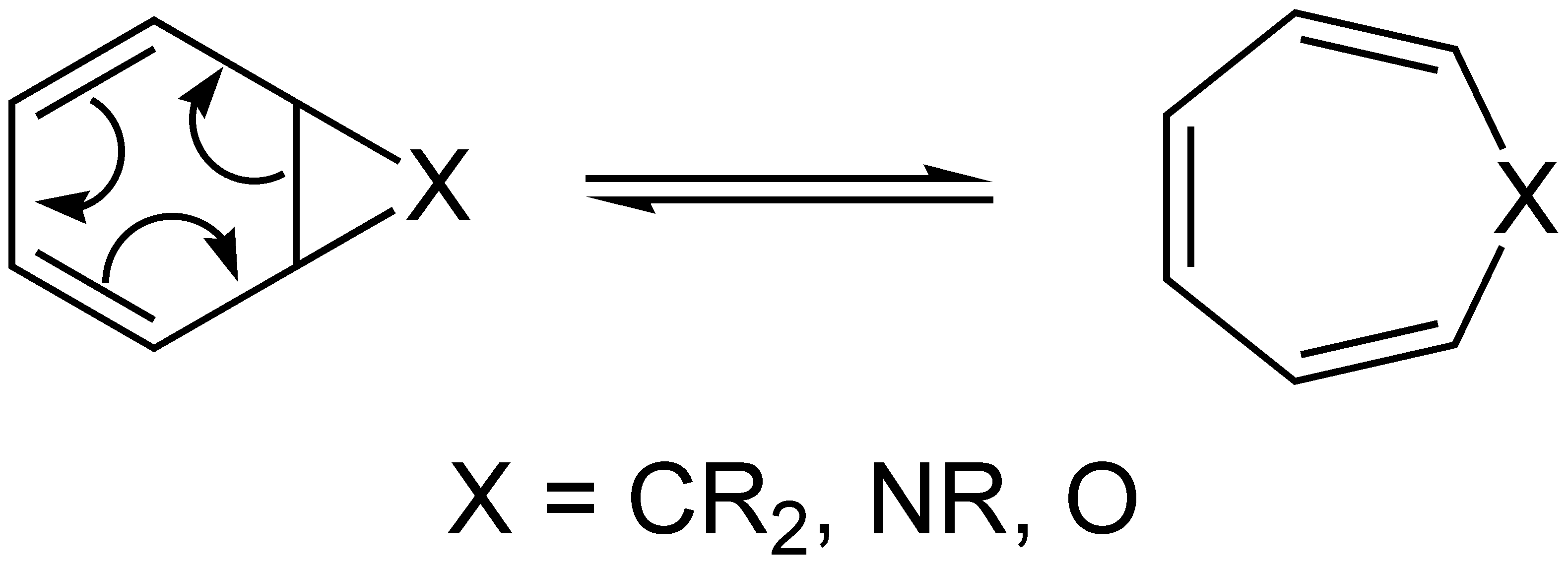
Příklad pericyklické reakce

Pericyklické reakce jsou chemické reakce, jejichž meziprodukt má cyklickou strukturu a přeměna na produkt probíhá v jednom reakčním kroku. Tyto reakce patří mezi přesmyky. Hlavní typy pericyklických reakcí jsou:
- Elektrocyklické reakce
- Cykloadice
- Sigmatropní přesmyk
- Enové reakce

Obecně se jedná o rovnovážné procesy, ale v případě, kdy je energie produktu dostatečně nízká, probíhají pouze jedním směrem.
Existují i retropericyklické reakce, což jsou v podstatě zpětné reakce k pericyklickým procesům (což odpovídá principu mikroskopické reversibility).
Pericyklické reakce se často vyskytují v biologických procesech.